# Agnam Thiodaye
Pour les articles homonymes, voir Agnam.
Agnam Thiodaye est un village du Sénégal, situé à 623 km de Dakar dans la région de Matam, distant de 70 km.

## Toponymie
Le mot Agnam vient du verbe aar niaam qui signifie « viens manger ». Le mot thiodaye vient du groupe verbal tiode ndo, c'est-à-dire « installer vous ici » ou bien « habiter là ».

## Histoire
Les premiers habitants du village demeuraient en haut du village, c'est-à-dire au Diéri (kadiel mbay toulay) et à cet endroit, il y avait toutes sortes de sorcelleries, puis par la suite des morts. Ils déménagèrent pour s'installer dans le bas du village, vers le Walo (fonde amadou tall), et, là aussi, il y avait des fourmis qui piquaient et on succombait après la piqûre. C'est alors qu'un homme passa à cet endroit et leur dit tiode nde ndo (habiter au milieu), c'est-à-dire entre le Diéri (kadiel mbay toulay) et le Walo (fonde amadou tall), d'où le mot Thiodaye.

## Administration
Le village fait partie de la communauté rurale de Agnam dans la région de Matam.
Le village abrite depuis 2005 un collège d'enseignement moyen et depuis 2008 un lycée.

## Géographie

### Physique géologique
Agnam Thiodaye se situe sur la route nationale no 2 distant de 623 km de Dakar par la route de Saint Louis, Thiodaye est un village carrefour, il est limité au nord par le Walo, au sud par le Dieri, à l'ouest par une partie du village de Agnam Lidoubé, à l'est par une partie du village de Agnam Ouro Cire et du village Agnam Civol. Agnam Thiodaye est structuré en plusieurs quartiers peuplés en majorité de fulbé, et quelques ethnies venus de l'intérieur du Sénégal (serere, maure, mixe wolof serere).

### Population
Lors du recensement 2015, Agnam Thiodaye comptait 10 000 personnes et 862 ménages. La population est essentiellement composée de fulbé (halpuular) et de quelques Wolofs (boutiquiers), qui viennent pour la plupart de la ville religieuse de Touba.
Économie
Agnam Thiodaye abrite un marché hebdomadaire le plus fréquenté dans la zone Agnam, ce marché est devenu un lieu où se retrouvent tous les commerçants venus d'un peu partout de l'intérieur du Sénégal et de la sous région. Le marché qui a le jour ouvrable tous mardi commence dimanche jusqu'à jeudi soir.